# Leopold Wohlrab
Leopold Wohlrab (* 22. März 1913; † 5. Januar 1981) war ein österreichischer Handballspieler.
Leopold Wohlrab kam bei den Olympischen Spielen 1936 auf drei Einsätze; er spielte auch im Finale, in dem Österreich gegen die deutsche Mannschaft mit 6:10 unterlag und die Silbermedaille gewann. Im Februar 1938 fand die erste Weltmeisterschaft im Hallenhandball statt, an der mit Dänemark, Deutschland, Österreich und Schweden vier Mannschaften teilnahmen. Wohlrab unterlag mit Österreich der deutschen Mannschaft mit 4:5, erneut gewannen die Österreicher die Silbermedaille. 
Nach dem Anschluss Österreichs konnte Österreich an der im Juli 1938 ausgetragenen ersten Weltmeisterschaft im Feldhandball nicht teilnehmen. Leopold Wohlrab war der einzige österreichische Spieler aus der Olympiamannschaft von 1936, der 1938 mit der deutschen Mannschaft an der Weltmeisterschaft teilnahm; die deutsche Mannschaft gewann den Titel überlegen. 